# Подровное (Речицкий район)
Подровное (бел. Падроўнае) — посёлок в Заспенском сельсовете Речицкого района Гомельской области Белоруссии.

## География

### Расположение
В 14 км на юг от районного центра и железнодорожной станции Речица (на линии Гомель — Калинковичи), 64 км от Гомеля.

### Гидрография
На юге и востоке мелиоративные каналы.

## Транспортная сеть
Транспортные связи по просёлочной, затем автомобильной дороге Речица — Хойники. Застройка деревянная, усадебного типа.

## История
Основан в 1920-х годах на бывших помещичьих землях. В 1931 году организован колхоз. 5 жителей погибли на фронтах Великой Отечественной войны. Согласно переписи 1959 года в составе колхоза имени С. М. Кирова (центр — деревня Свиридовичи).
До 31 октября 2006 года в составе Свиридовичского сельсовете.

## Население

### Численность
- 2004 год — 3 хозяйства, 3 жителя.

### Динамика
- 1959 год — 99 жителей (согласно переписи).
- 2004 год — 3 хозяйства, 3 жителя.

## Достопримечательность
- Воинские захоронения